# Поліція Нової Зеландії
Поліція Нової Зеландії (англ. New Zealand Police, маор. Ngā Pirihimana o Aotearoa) — національна служба поліції Нової Зеландії, відповідальна за дотримання кримінального права, забезпечення громадської безпеки та підтримку порядку. Найбільший правоохоронний орган Нової Зеландії: до його складу входять 12 000 співробітників. За деякими винятками має первинну юрисдикцію щодо більшості статей кримінального законодавства Нової Зеландії. Поліція Нової Зеландії також несе відповідальність за дотримання правил дорожнього руху та комерційного транспорту, а також за інші ключові обов'язки, такі як захист високопоставлених осіб, ліцензування зброї та питання національної безпеки.
Поліція в Новій Зеландії була впроваджена в 1840 році за зразком констеблів, що вже існували на той час у Британії. Вони були частиною як поліції, так і міліції. Поліція Нової Зеландії, як правило, має репутацію м'якої поліції, проте бували випадки, коли застосування сили зазнавало критики, як це, наприклад, було під час туру збірної ПАР з регбі в 1981 році.
Нинішній міністр поліції — Марк Митчел. Хоч поліція Нової Зеландії є урядовим міністерством з відповідальним міністром, комісар поліції та присяжні члени присягають на вірність суверену та, за згодою, володіють незалежністю від чинного уряду. Вважається, що поліція Нової Зеландії має мінімальний рівень корупції в своїх установах.